# Champua
Champua é uma vila no distrito de Kendujhar, no estado indiano de Orissa.

## Geografia
Champua está localizada a 22° 05′ N, 85° 40′ L. Tem uma altitude média de 346 metros (1135 pés).

## Demografia
Segundo o censo de 2001, Champua tinha uma população de 8310 habitantes. Os indivíduos do sexo masculino constituem 53% da população e os do sexo feminino 47%. Champua tem uma taxa de literacia de 75%, superior à média nacional de 59.5%; a literacia no sexo masculino é de 81% e no sexo feminino é de 68%. 14% da população está abaixo dos 6 anos de idade.